# Meister des Tragaltars von Stavelot
Als Meister des Tragaltars von Stavelot wird ein mittelalterlicher maasländischer Goldschmied bezeichnet, der um 1140–1150 einen Tragaltar geschaffen hat, der sich ursprünglich in der Abtei von Stavelot in der heutigen Region Wallonien befand und heute in Brüssel in den Musées royaux d’Art et d’Histoire aufbewahrt wird, der sogenannte Tragaltar von Stavelot. Der Name geht auf den Kunsthistoriker Otto von Falke zurück.
Der Meister des Tragaltars von Stavelot ist ein bedeutender Vertreter der maasländischen Goldschmiedekunst in der Nachfolge des Godefroy von Huy.
Otto von Falke hat dem Meister noch weitere Werke zugeschrieben:
- Triptychon aus Alton Tower, London, Victoria and Albert Museum[4]
- Teile eines Tragaltars, Florenz, Bargello[5]
- Bronzekreuz aus der Sammlung Soltykoff, London, Victoria and Albert Museum[6]
- ein Paar Bronzeleuchter, Hildesheim, Domschatz[7]

Der Tragaltar von Stavelot ist nicht zu verwechseln mit dem gleichfalls aus der Abtei Stavelot stammenden Stavelot-Triptychon, heute in der Pierpont Morgan Library in New York.